# Let It Roll: Songs by George Harrison
Pour les articles homonymes, voir Let It Roll.
Albums de George Harrison
Brainwashed
(2002) Early Takes: Volume 1
(2012)
Let It Roll: Songs By George Harrison est une compilation de George Harrison, sortie le 16 juin 2009, comprenant dix-neuf titres.
En dehors de The Best of George Harrison ou des jumeaux Best of Dark Horse (1976-1989) et Dark Horse Years 1976-1992 (respectivement sorties en 1989 et 2004) ; c'est la première fois que sort une compilation (plus ou moins complète) de la carrière de George Harrison.

## Titres
| No  | Titre                                                                        | Durée |
| --- | ---------------------------------------------------------------------------- | ----- |
| 1.  | Got My Mind Set on You (Tiré de Cloud Nine)                                  | 3:52  |
| 2.  | Give Me Love (Give Me Peace on Earth) (Tiré de Living in the Material World) | 3:38  |
| 3.  | Ballad of Sir Frankie Crisp (Let It Roll) (Tiré de All Things Must Pass)     | 3:52  |
| 4.  | My Sweet Lord (Tiré de All Things Must Pass)                                 | 4:43  |
| 5.  | While My Guitar Gently Weeps (Live) (Tiré de Concert for Bangladesh)         | 4:53  |
| 6.  | All Things Must Pass (Tiré de All Things Must Pass)                          | 3:47  |
| 7.  | Any Road (Tiré de Brainwashed)                                               | 3:52  |
| 8.  | This Is Love (Tiré de Cloud Nine)                                            | 3:49  |
| 9.  | All Those Years Ago (Tiré de Somewhere in England)                           | 3:42  |
| 10. | Marwa Blues (Tiré de Brainwashed)                                            | 3:41  |
| 11. | What Is Life (Tiré de All Things Must Pass)                                  | 4:18  |
| 12. | The Rising Sun (Tiré de Brainwashed)                                         | 5:27  |
| 13. | When We Was Fab (Tiré de Cloud Nine)                                         | 4:00  |
| 14. | Something (Live) (Tiré de Concert for Bangladesh)                            | 3:42  |
| 15. | Blow Away (Tiré de George Harrison)                                          | 4:00  |
| 16. | Cheer Down (en) (version single)                                             | 4:08  |
| 17. | Here Comes the Sun (Live) (Tiré de Concert for Bangladesh)                   | 4:57  |
| 18. | I Don't Want to Do It (version single)                                       | 4:57  |
| 19. | Isn't It a Pity (Tiré de All Things Must Pass)                               | 7:12  |

| 20. | Isn't It a Pity (version démo) | 2:58 |

## Crédits
Toutes les chansons sont écrites par George Harrison sauf mention contraire indiquée ci-dessous, pour :
- Got My Mind Set on You écrite par Rudy Clark
- This Is Love et When We Was Fab écrites par George Harrison et Jeff Lynne
- Cheer Down écrite par George Harrison et Tom Petty
- I Don't Want To Do It écrite par Bob Dylan

## Ventes et Critiques
Au Royaume-Uni, l'album se classe numéro 4 avec 28 045 exemplaires vendus la première semaine, devenant ainsi le disque le plus vendu de Harrison depuis Living in the Material World en 1973. Aux États-Unis, l’album fait ses débuts au numéro 24 du Billboard 200 et s’est vendu à plus de 164 000 exemplaires au 5 juillet 2012. En 2012, il est classé numéro 9 dans le Top Pop Catalog Albums du magazine Billboard.
Dans son article pour le magazine Spin, le critique Andrew Hultkrans écrit qu'Harrison « avait sans doute une carrière solo plus forte et plus consistante qu'aucun de ses compagnons des Beatles ».